# Barlieu
Barlieu település Franciaországban, Cher megyében. Lakosainak száma 336 fő (2022. január 1.). Barlieu Blancafort, Concressault, Dampierre-en-Crot, Vailly-sur-Sauldre, Cernoy-en-Berry és Pierrefitte-ès-Bois községekkel határos.

## Népesség
A település népessége az elmúlt években az alábbi módon változott:
| Lakosok száma | 537  | 413  | 433  | 396  | 382  | 382  | 359  | 345  | 342  | 336  |
|               | 1968 | 1982 | 1990 | 2006 | 2013 | 2015 | 2017 | 2019 | 2020 | 2022 |